# XXX Couture
"XxxCouture" er første single fra L.O.C.'s fjerde studiealbum Melankolia / XXX Couture. Nummeret blev valgt til P3’s Uundgåelige i uge 9 (25. februar – 2. marts 2008).